# Zombie Hunter
Zombie Hunter ist ein US-amerikanischer Zombiefilm aus dem Jahr 2013. Regie führte Kevin King.

## Handlung
In der nahen Zukunft verwandelte die Droge Natas (rückwärts für „Satan“) die Weltbevölkerung in willenlose Zombies, die hinter Menschenfleisch her sind. Einige der betroffenen Junkies wuchsen zu mutierten Megazombies heran, die kaum aufzuhalten sind.
Hunter kämpft sich monatelang alleine durch das postapokalyptische Amerika, ohne auch nur den geringsten Hinweis auf andere Überlebende. Plötzlich wird er jedoch angeschossen und landet daraufhin bei einer Gruppe weiterer Überlebender. Dabei entstehen einige Spannungen, zum einen gegenüber dem Schützen, zum anderen buhlen die ehemalige Stripperin ‚Fast Lane‘ Debbie sowie Allison um Hunters Gunst. Zur Gruppe gehört auch der vermeintliche Priester Jesús, ein legendärer Zombiekiller und Anführer der kleinen Gruppe.
Das Camp wird plötzlich von Zombies überrannt. Die Gruppe kann ihr Lager sichern, bis plötzlich ein Megazombie angreift, dem selbst Kugeln nichts mehr anhaben können. Jesús eilt zur Rettung, wird aber getötet. Die Überlebenden der Gruppe retten sich in Autos und versuchen einen Flugplatz zu erreichen. Von dort aus wollen sie zu einer Insel mit anderen Überlebenden flüchten.
Auf dem Flugplatz kommt es zum Showdown mit den Zombies. Hunter opfert sich schließlich, um Alsion und ihren Bruder Ricky zu retten.

## Hintergrund
Der Film wurde überwiegend in Utah gedreht. Produktionsfirmen waren The Klimax und Arrowstorm Entertainment. Da das Budget sehr gering war, wurde eine Kickstarter-Kampagne ins Leben gerufen, die schließlich 46.254 US-Dollar zusätzliche Mittel bereitstellte.
Der Film erlebte seine Premiere am 26. Juli 2013 auf dem Fantasia International Film Festival in Kanada und wurde am 25. August auf dem Fantasy Filmfest 2013 gezeigt. In den USA erfolgte eine DVD-Veröffentlichung am 8. Oktober 2013, eine deutsche Synchronfassung erschien am 25. April 2014.

## Rezeption
Der Film wurde generell schlecht bewertet. Horrormagazin.de bezeichnete den Film als den vorläufigen „Tiefpunkt der Zombiefilm-Welle“ und fasste den Film folgendermaßen zusammen:

„Der Film ist noch nicht einmal ansatzweise spannend und lebt eigentlich nur von den Metzelorgien, die hier ohne Sinn und Verstand abgespult werden. Getreu nach dem Motto aus dem Film „Es geht doch nichts über ein Massaker am Vormittag“.“